# Senhora del mundo

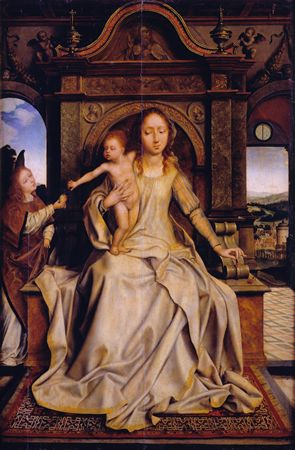
Eduardo, o Português: Virgem entronizada com o Menino e um anjo (1501-1525).

Senhora del mundo (em português: Senhora do mundo; em castelhano normativo: Señora del mundo) é um vilancico quinhentista português escrito em castelhano.
Chegou à atualidade através do Cancioneiro de Paris, que é a sua única fonte conhecida. É louvado pela sua "simplicidade comovente" e considerado uma das composições musicais mais influentes do Renascimento português.

## Autoria e datação
Embora se desconheça atualmente o autor deste vilancico, sabe-se que foi muito provavelmente português.
A sua única fonte conhecida, o Cancioneiro de Paris, é um manuscrito musical renascentista compilado entre 1490 e 1550. Existe também uma paródia em português, não acompanhada da melodia, noutro documento, o Cancioneiro Sevilhano de Nova Iorque, composto entre 1580 e 1590. Nesta versão, um português estereotipado adora a Virgem e o Menino.

## A música dos Descobrimentos
Esta singular composição tem vindo a ser apontada como uma das primeiras provas da influência da troca entre culturas como resultado dos descobrimentos portugueses. Têm sido explorados os pontos de contacto que demonstra com outras culturas musicais como a asiática ou mesmo a etíope.
É possível que as semelhanças apontadas indiquem que a melodia de Senhora del mundo foi adaptada de uma outra, estrangeira, ou que a sua interpretação pelos portugueses tenha influenciado a música dos locais por eles visitados.

## Texto
O texto deste vilancico é uma composição de louvor de Santa Maria puérpera. Seguindo temas recorrentes na tradição católica, dá relevo ao seu papel chave na Encarnação e Natividade de Jesus Cristo e consequentemente na Redenção da Humanidade, ou seja, a libertação do Homem.

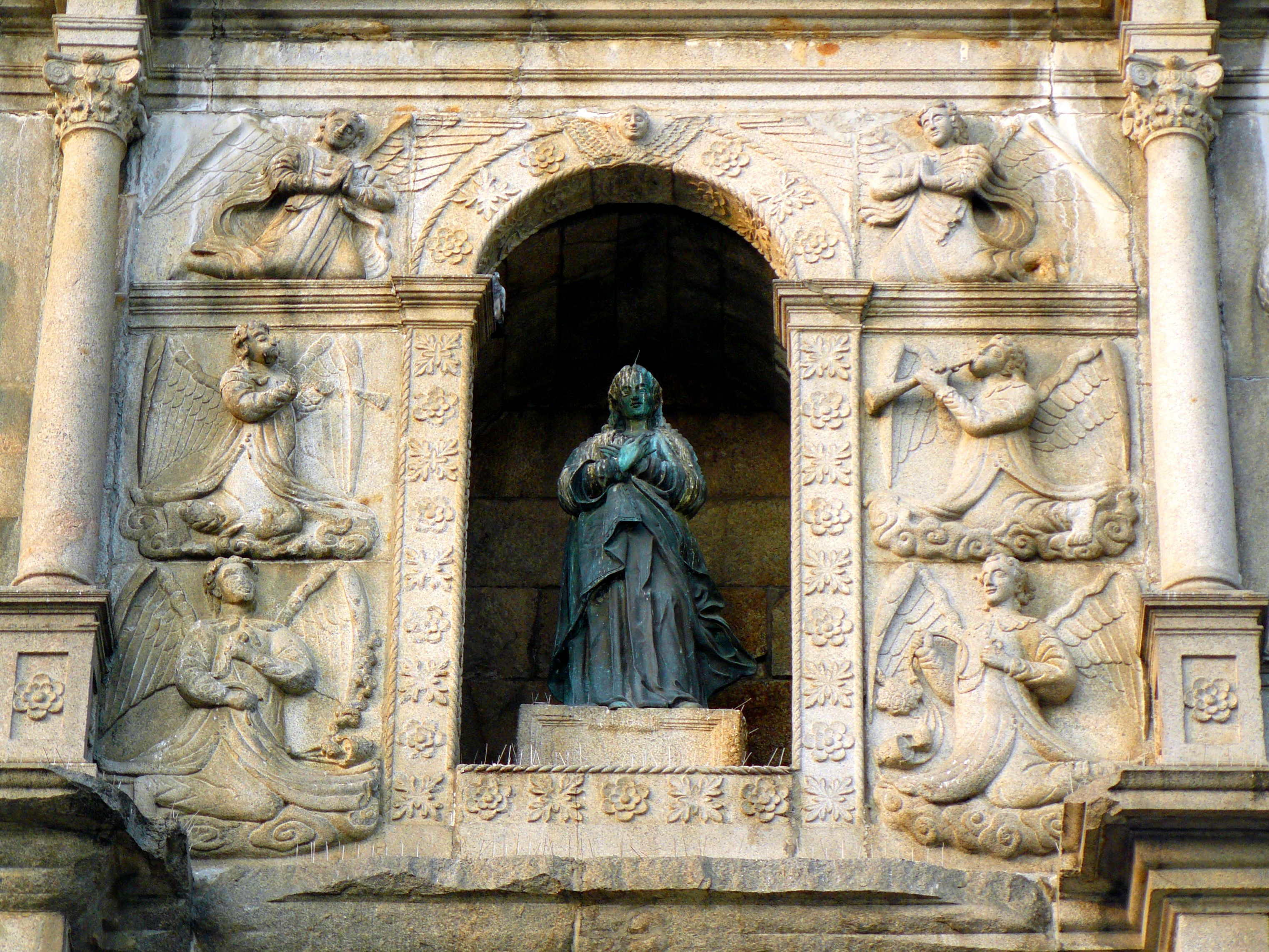
Virgem Maria rodeada de anjos na fachada da Igreja da Madre de Deus de Macau.

| Cancioneiro de Paris | Tradução |
| --- | --- |
| Senhora del mundo princesa de vida, seáis de tal hijo en buena hora parida.                                                                                | Senhora do mundo princesa da vida sejais de tal filho em boa hora parida.                                                                               |
| Aquel soberano, supremo Señor, por suma bondad vencido de amor, de vos toma el traje de manso pastor, porque de El no huya la oveja perdida.               | Aquele soberano, supremo Senhor, por suma bondade vencido de amor, de vós toma o traje de manso pastor, por que d'Ele não fuja a ovelha perdida.        |
| Del huerto cerrado de vuestras entrañas, aquel hazedor de santas hazañas salió disfraçado con ropas extrañas del ser que a los santos da gloria cumplida   | Do horto cerrado das vossas entranhas, aquele fazedor de santas façanhas saiu disfarçado com roupas estranhas do ser que aos santos dá glória comprida. |
| Por vos, virgen santa, podemos dezir que el hombre comiença de nuevo a vivir, que antes su vida fue siempre morir con grandes sospiros por ver nueva vida. | Por vós, Virgem santa, podemos dizer que o Homem começa de novo a viver, que antes sua vida foi sempre morrer com grandes suspiros por ver nova vida.   |
| Trocamos por vos pesar en plazer, y siempre ganar y nunca perder; pobreza en riqueza, ignorancia en saber la hambre en hartura, la muerte en la vida.      | Trocamos por vós pesar em prazer, e sempre ganhar e nunca perder; pobreza em riqueza, ignorância em saber a fome em fartura, a morte na vida.           |

## Discografia
- 1993 — Spanish and Portuguese Vihuela Songs. Sara Stowe & Matthew Spring. Chandos Records. Faixa 1.[3]
- 1999 — Senhora del mundo. Collegium Musicum De Minas. Sonhos e sons. Faixa 7.
- 2001 — O Lusitano: Portuguese Vilancetes, Cantigas And Romances. Gérard Lesne & Circa 1500. EMI Classics. Faixa 19.
- 2002 — The Voice of Emotion II. Montserrat Figueras, Jordi Savall & Hespèrion XX. Alia Vox. Faixa 3.
- 2008 — Diaspora.pt. Sete Lágrimas. Mu Records. Faixa 4.
- 2008 — Vilancicos do século XVI: canções ibéricas ao Menino e à Virgem. Il Dolcimelo. Numérica. Faixa 19.[2]
- 2009 — Senhora del mundo. La Sfera Armoniosa. Zefir. Faixa 2.
- 2010 — Daphne sur les ailes du vent  - Baroque around the world (CD2). XVIII-21 Le Baroque Nomade. Arion. Faixa 12.
- 2012 — Los Ministriles in the New World. Piffaro. Navona Records. Faixa 25.